# たまちゆき
たまちゆき（1月3日 - ）は、日本の漫画家。千葉県出身、東京都在住。主に成年漫画誌で活動している。読売ジャイアンツファン。
2000年、『まんが愛!姫』（東京三世社）に掲載の「ホントの私」でデビュー。デビューから半年ほどの間は「YUKI」のペンネームを用いていた。
現在は主に『COMIC RiN』（茜新社）と『華陵学園初等部』（オークス）で活躍。
絵はとても可愛い絵柄でショートカットのキャラクターが多い。『かりあげムスメ』シリーズでは女の子がかりあげであった。これは作者の中学生のとき好きだった人がかりあげだったためである。
基本的に兄妹による近親相姦（もしくは年上の男性と年下の少女の幼馴染同士による関係）を主軸とした作品やソフト陵辱（SM）系作品をメインに執筆している。ただし『小っちゃな恋のメロディ』のように、ノーマルかつほのぼのとした未成年の少年少女による、無邪気ゆえの性交渉をテーマとした作品も存在している。
代表作は、『She's a Woman』をはじめとする『さくらシリーズ』、出版社の都合などで完結に5年近くの歳月を費やした『小っちゃな恋のメロディ』、陵辱ダーク系学園ものである『森の中の少女』などなど。

## 主要代表作の概要

### 『さくら・たけにぃ』シリーズ
収録単行本
『しるっ娘』『妹ドロップ』『つるぺた天使』
概要
彼がプロデビューした直後から描かれているキャラクターで、作者のライフワークにあたる作品である。
内容
設定ではさくらは中学生。水泳部所属。たけにぃは浪人生ということになっている。
現在のところ7作目まで製作が続けられている。

### 『明日香』シリーズ
お金とえっちが大好きな妹・明日香とその兄の関係を描く『秘密の○○○』。現在7作目まで発表されている。
1 - 6作目は既刊収録。7作目は2009年発行の同人誌に掲載された。

### クールな関係
とてもクールな素子とその兄によるクールな性行為を描いた作品で、現在3作目まで製作が続けられている。
人気が高く続編を希望する声も多いが、作者が数年ぶりにプロットを描いてみたところ、とてもつまらないらしく、10日で挫折したとのこと。

### 小っちゃな恋のメロディ
収録単行本
『つるぺた天使』（「春編」単発）『イタズラの時間』（『冬編』単発）および『小っちゃな恋のメロディ』（既収録話の再録含め全話収録）
概要
出版社の発表作品傾向変更の意向により、東京三世社『コミックミニモン』から茜新社『COMIC RIN』へと移籍したシリーズ。元が隔月刊で発売された雑誌での単発掲載であるため、当初は掲載・発売の季節柄を考えて発表されたシリーズ。そのため構成する各話の収録順が時系列順ではなく、バラバラになっている。
東京三世社の『コミックミニモン』2003年6月号に第1話「春編」（雑誌掲載時および単行本『つるぺた天使』における最初の収録時は無印）が、また同誌2004年12月号に「冬編」（雑誌掲載時および単行本『イタズラの時間』収録時は「冬」）が掲載された。さらに同誌の2006年2月号に一応の完結となる「修学旅行編」が掲載された。この時点で東京三世社がロリコン作品からの撤退を行ったために茜新社に移籍。2007年にシリーズの補遺作品として「夏編」が『COMIC RIN』10月号に「秋編」が同誌12月号に掲載され、春夏秋冬および完結の各編が揃い、これらをすべてまとめた（春編および冬編も再録させ、作内の時系列順に掲載を再構成させた）単行本『小っちゃな恋のメロディ』が出版された。さらに単行本書き下ろしの「おまけ」として「卒業編」が掲載。全6話でシリーズ完結となる。
シリーズのスタートから完結まで5年を費やす、掲載雑誌および会社を移籍する（にもかかわらず完結させた）、既収録作品を再録して「1シリーズが完全な形の単行本」として発行されるなど、このジャンルの作品にしては珍しい発表のされ方をしている。
特に「既収録作品の再録」という点に関しては、同作者作品においては当作にて初めて行われたトピックと言える。
作品の内容
いくじなしの小学生、矢追誠司とおませな相沢ひかるのラブストーリー。ひかるに支えられ、背中を押されながら物事にちょっとずつ前向きになる誠司の小さな成長を主軸とした、成長譚（ビルドゥング・ストーリー）でもある。
備考
基本的に「ほのぼのエッチラブストーリー」であり、著者としては（それまでソフトSMタイプのロリ作品を書いてきた手前もあり）ロリコン層には受け入れられないのではないかと考えていたが、その「ほのぼの」とした作風が思いのほか好評であったため、これが続作・雑誌移籍・完結への原動力となった。
シリーズの完結もあり、今後の執筆はないとしながらも、著者は冗談交じりに「中学編」の可能性を単行本コメントで示唆している。
元ネタは1971年のイギリス映画『小さな恋のメロディ』である。

### IDOL☆SISTER
収録単行本
『小っちゃな恋のメロディ』（4話まで）
概要
子役アイドルの高瀬夕姫と、その実兄の近親相姦ラブストーリー。『COMIC RIN』連載中。

### かりあげムスメ
かりあげの女の子と吉田という男の子とのストーリー。

### 『5-1』（華陵学園初等部 5年1組）シリーズ
収録単行本
「恋の特別室」「子猫じゃないモンっ!」「SOS! スケベな幼なじみが忍び込んで来ました。」
概要
オークス社の「華陵学園初等部」ではじめて掲載された「恋の特別室」を中心に、そこから派生した「華陵学園初等部」で掲載された単品作品群が全て「華陵学園初等部”５－１”」の生徒絡みという連結シリーズとなった。
作品の内容
「恋の特別室」
オークス社の「華陵学園初等部」で掲載されたシリーズ。Vol.10にてたまちゆき初登場。
寮生活を始めた 七瀬恋（こい）は、寮の部屋替えで校則違反を起こしてしまったクラスメートの深沢啓太との「特別室」入りに。特別なエロな課題をこなさないと退寮処分になる、そこで二人は課題をこなすために初体験を。それからお互いに好意を抱いてる状態でエロエロな展開になっていってる。だけどまだお互いに告白などはしていない。
「子猫じゃないモンっ!」
Ｍッ気あるツンレデ少女の三宅　音子（みやけおとこ、愛称「ねこ」）と文武両道イケメンだがエロ大好きロリコンド変態な高等部の高梨先輩との物語で、最初から両想いで恋人状態から話は始まっていてエロエロでエッチは毎度変態チックなノリで繰り広げられていく。
音子の親友の近藤美咲は寮生だが、音子は寮生ではない模様。
「SOS! スケベな幼なじみが忍び込んで来ました。」
家がお隣同士の双葉と優との物語「となりの双葉ちゃん」シリーズを主体にいれたもの。優に片思いな双葉が衣服の臭いをかいだり優の縦笛でオナニーしたりと変態三昧。少年の優が双葉のオナニーを目撃してから双方が想い伝え合い恋人エッチしていく展開となっていく。
「モモちゃんの日記」シリーズ
恋の親友でクラスでぶっちぎりの天然少女。Ｈなトラブルに見舞われる事も多かったが、その災いが吉となり、短編にて滝川一成と恋人エロをして付き合うことになった。単行本「恋の特別室」に収録。
「こころの乙女ごころ」シリーズ
お勉強は大の苦手だが運動は得意な元気スポーツ少女。切りすぎた前髪を隠すためにカツラをしたことがきっかけでコスプレによる変身願望に目覚めてしまい、素の自分までを忘れ気味になるほど。それゆえ短編ではコスプレエロが主体。お相手は啓太の親友でまじめな少年の佐藤将吾。単行本「子猫じゃないモンっ!」に収録

### Mrs.ロリータ～里沙ちゃんシリーズ
収録単行本
「これでもオトナですけど！？ Mrs.LOLITA 完全版」
概要
2008～2009年に「コミック姫盗人」に、続編として2014年に「華陵絶対領域」に、一部は同人に掲載されたシリーズが１冊全部にまとまったもの。単行本の販売はオークス社から。
内容
里沙は小学生みたいな体型をしているが実は大人でケッコンしている。旦那である「ヨシくん」こと澤中慶喜は22歳の時に同じ社内のＯＬであった里沙に一目ぼれ、社内で告白し初エッチ、３年後には結婚した（巻頭カラー部分）。そのロリータお嫁さんとの仲睦まじいエロエロな日々が続く。

## 単行本リスト
- デフォルトでは発行順に配列。発売年月日の列および最左列のソートボタンで元の順序に戻る。
- 単行本タイトルの列は50音順ソート。
- 各単行本の収録作品詳細は#次節を参照のこと。なお、単行本タイトルの列のリンクは#次節の一覧の特定の箇所への内部リンクになっている。次節の一覧の収録単行本の列のソートボタンをクリックして単行本発行順に再配列した状態にする → この一覧の単行本タイトルのリンクをクリック → 各単行本の巻頭作品にジャンプする。

|                                       | 単行本タイトル                              | 発行元 / レーベル                     | 発売年月日                            | 収録 作品数                         | ISBN                                | 備考                                |                                     |
| ------------------------------------- | ------------------------------------------- | ------------------------------------- | ------------------------------------- | ----------------------------------- | ----------------------------------- | ----------------------------------- | ----------------------------------- |
| 第1作                                 | しるッ娘                                    | 東京三世社 / LE-COMICS                | 2001年4月13日                         | 10                                  | ISBN 4-8126-0625-X                  | 絶版                                |                                     |
| 第2作                                 | 女の子の仕組み                              | 東京三世社 / LE-COMICS                | 2001年10月19日                        | 10                                  | ISBN 4-8126-0667-5                  | 絶版                                |                                     |
| 第3作                                 | 微乳少女主義                                | 富士美出版 / 富士美コミックス         | 2002年6月25日                         | 10                                  | ISBN 4-89421-480-6                  | 絶版                                |                                     |
| 第4作                                 | 妹ドロップ                                  | 東京三世社 / LE-COMICS                | 2002年8月24日                         | 10                                  | ISBN 4-8126-0724-8                  | 絶版                                |                                     |
| 第5作                                 | 未完成制服少女                              | 東京三世社 / LE-COMICS                | 2003年5月24日                         | 10                                  | ISBN 4-8126-0764-7                  | 絶版                                |                                     |
| 第6作                                 | 可愛いあの子                                | 富士美出版 / 富士美コミックス         | 2003年11月25日                        | 12                                  | ISBN 4-89421-552-7                  | 絶版                                |                                     |
| 第7作                                 | つるぺた天使                                | 東京三世社 / LE-COMICS                | 2004年5月7日                          | 10                                  | ISBN 4-8126-1020-6                  | 絶版                                |                                     |
| 第8作                                 | イタズラの時間                              | 東京三世社 / LE-COMICS                | 2005年4月30日                         | 10                                  | ISBN 4-8126-1187-3                  | 絶版                                |                                     |
| 第9作                                 | WHITE LOLITA                                | 茜新社 / TENMA COMICS                 | 2005年9月15日                         | 11                                  | ISBN 4-87182-788-7                  | 絶版                                |                                     |
| 第10作                                | 森の中の少女                                | 東京三世社 / LE-COMICS                | 2006年2月27日                         | 9                                   | ISBN 4-8126-2319-7                  | 絶版                                |                                     |
| 第11作                                | 少女発情中                                  | 松文館 / 別冊エースファイブコミックス | 2006年8月29日                         | 10                                  | ISBN 4-7901-1786-3                  | 絶版                                |                                     |
| 第12作                                | 華奢なカラダ                                | 茜新社 / TENMA COMICS                 | 2007年3月24日                         | 11                                  | ISBN 978-4-87182-902-1              | 絶版                                |                                     |
| 第13作                                | Mrs.LOLITA                                  | 松文館 / 姫盗人コミックス             | 2008年4月17日                         | 12                                  | ISBN 978-4-7901-2108-4              |                                     |                                     |
| 第14作                                | 小っちゃな恋のメロディ                      | 茜新社 / TENMA COMICS RIN             | 2008年6月27日                         | 13                                  | ISBN 978-4-86349-006-2              | 絶版 / 再録2作を含む                |                                     |
| 第15作                                | 恋の特別室                                  | オークス / 華陵COMICS                 | 2009年4月24日                         | 11                                  | ISBN 978-4-86105-736-6              |                                     |                                     |
| 第16作                                | 恋人ごっこ                                  | 茜新社 / TENMA COMICS RIN             | 2009年10月31日                        | 12                                  | ISBN 978-4-86349-101-4              |                                     |                                     |
| 第17作                                | 小麦色狂詩曲                                | 茜新社 / TENMA COMICS RIN             | 2010年7月16日                         | 10                                  | ISBN 978-4-86349-166-3              |                                     |                                     |
| 第18作                                | 子猫じゃないモンっ!                         | オークス / 華陵COMICS                 | 2011年2月25日                         | 11                                  | ISBN 978-4-7990-0085-4              |                                     |                                     |
| 第19作                                | 発情KIDS                                    | 茜新社 / TENMA COMICS RIN             | 2012年3月9日                          | 11                                  | ISBN 978-4-86349-279-0              |                                     |                                     |
| 第20作                                | SOS! スケベな幼なじみが忍び込んで来ました。 | オークス / XO COMICS                  | 2012年12月25日                        | 12                                  | ISBN 978-4-7990-0391-6              |                                     |                                     |
| 第21作                                | これでもオトナですけど!?～Mrs.LOLITA完全版  | オークス / XO COMICS                  | 2014年7月24日                         | 15                                  | ISBN 978-4-79900-636-8              |                                     |                                     |
| 第22作                                | 少年×少女                                   | 茜新社 / TENMA COMICS JC              | 2015年4月28日                         | 11                                  | ISBN 978-4-86349-487-9              |                                     |                                     |
| 第23作                                | ボクらの不純異性交遊                        | 三和出版 / SANWA COMICS               | 2016年4月15日                         | 10                                  | ISBN 978-4-77699-075-8              |                                     |                                     |
| 第24作                                | 小悪魔的カノジョ                            | 茜新社 / TENMA COMICS JC              | 2017年8月28日                         | 9                                   | ISBN 978-4-86349-653-8              |                                     |                                     |
| 第25作                                | マコと秘密の放課後                          | 三和出版 / SANWA COMICS               | 2018年7月25日                         | 10                                  | ISBN 978-4-77699-138-0              |                                     |                                     |
| 第26作                                | わたしが女の子になるまで                    | メディアックス / MDコミックスNEO      | 2021年3月27日                         | 11                                  | ISBN 978-4-8667-4647-0              |                                     |                                     |
| 第27作                                | ネトラレ三角関係                            | メディアックス / MDコミックスNEO      | 2022年11月26日                        | 8                                   | ISBN 978-4-8667-4698-2              |                                     |                                     |
| 第28作                                | 止まぬ性への好奇心                          | ジーウォーク / ムーグコミックス       | 2023年07月28日                        | 9                                   | ISBN 978-4-8671-7589-7              |                                     |                                     |
| 第29作                                | わからせ初恋コントロール                    | メディアックス / MDコミックスNEO      | 2025年08月08日                        | 8                                   | ISBN 978-4-86674-748-4              |                                     |                                     |
| 出典：たまちゆきHP YUKI-GUNI / COMICS | 出典：たまちゆきHP YUKI-GUNI / COMICS       | 出典：たまちゆきHP YUKI-GUNI / COMICS | 出典：たまちゆきHP YUKI-GUNI / COMICS | このリストの最終更新：2025年7月25日 | このリストの最終更新：2025年7月25日 | このリストの最終更新：2025年7月25日 | このリストの最終更新：2025年7月25日 |

## 作品リスト
- 収録単行本の列のソートボタンをクリックすると、単行本の発行順かつ単行本内部での収録順に再配列される。

| 発表年月                                                        | タイトル                                                        | 頁数                                                            | 初出掲載誌                                                      | 収録単行本                            | 執筆順                              | 備考                                |
| --------------------------------------------------------------- | --------------------------------------------------------------- | --------------------------------------------------------------- | --------------------------------------------------------------- | ------------------------------------- | ----------------------------------- | ----------------------------------- |
| 2000年4月                                                       | ホントの私                                                      | 16                                                              | まんが愛！姫 2000年06月号                                       | 女の子の仕組み                        | 001                                 | YUKI名義                            |
| 2000年5月                                                       | 忘れ物ないですか？                                              | 16                                                              | COMIC夢雅 2000年06月号                                          | しるッ娘                              | 002                                 | YUKI名義                            |
| 2000年6月                                                       | 早く! 早く!!                                                    | 16                                                              | COMIC夢雅 2000年07月号                                          | しるッ娘                              | 003                                 | YUKI名義                            |
| 2000年6月                                                       | 夜の京都にて                                                    | 16                                                              | まんが愛！姫 2000年08月号                                       | 女の子の仕組み                        | 004                                 | YUKI名義                            |
| 2000年7月                                                       | Double Booking                                                  | 16                                                              | COMIC夢雅 2000年08月号                                          | しるッ娘                              | 005                                 | YUKI名義                            |
| 2000年7月                                                       | この階段を                                                      | 16                                                              | まんが愛！姫 2000年09月号                                       | イタズラの時間                        | 006                                 | YUKI名義                            |
| 2000年8月                                                       | 夏の日のアイスキャンディ                                        | 16                                                              | COMIC夢雅 2000年09月号                                          | しるッ娘                              | 007                                 | YUKI名義                            |
| 2000年9月                                                       | 新しい旅立ち                                                    | 16                                                              | まんが愛！姫 2000年11月号                                       | 女の子の仕組み                        | 010                                 |                                     |
| 2000年10月                                                      | She's A Woman                                                   | 18                                                              | コミックとろろ 2000年11月号                                     | しるッ娘                              | 009                                 |                                     |
| 2000年10月                                                      | 女の子の仕組み                                                  | 16                                                              | まんが愛！姫 2000年12月号                                       | 女の子の仕組み                        | 008                                 |                                     |
| 2000年11月                                                      | キミのそんな顔                                                  | 18                                                              | コミックとろろ 2000年12月号                                     | しるッ娘                              | 011                                 |                                     |
| 2000年11月                                                      | おもちゃ                                                        | 16                                                              | まんが愛！姫 2001年01月号                                       | 女の子の仕組み                        | 013                                 |                                     |
| 2000年12月                                                      | ミルクに砂糖、媚薬を少々                                        | 16                                                              | コミックとろろ 2001年01月号                                     | しるッ娘                              | 012                                 |                                     |
| 2000年12月                                                      | 素顔のままで                                                    | 16                                                              | まんが愛！姫 2001年02月号                                       | 女の子の仕組み                        | 017                                 |                                     |
| 2000年12月                                                      | トイレット・イブ                                                | 16                                                              | コミックとろろ 2001年02月号                                     | しるッ娘                              | 014                                 |                                     |
| 2001年1月                                                       | KISSING                                                         | 16                                                              | （アンソロジー）くちミルク                                      | 女の子の仕組み                        | 015                                 |                                     |
| 2001年1月                                                       | Lesson 1                                                        | 16                                                              | まんが愛！姫 2001年03月号                                       | （単行本未収録）                      | 016                                 |                                     |
| 2001年2月                                                       | ウチで一緒に                                                    | 18                                                              | コミックとろろ 2001年03月号                                     | しるッ娘                              | 018                                 |                                     |
| 2001年2月                                                       | 契りの季節                                                      | 16                                                              | COMIC桃姫 2001年03月号                                          | 微乳少女主義                          | 020                                 |                                     |
| 2001年3月                                                       | アフターサービス                                                | 16                                                              | コミックとろろ 2001年04月号                                     | イタズラの時間                        | 021                                 |                                     |
| 2001年3月                                                       | GROWING                                                         | 16                                                              | （アンソロジー）ちちミルク                                      | （単行本未収録）                      | 019                                 |                                     |
| 2001年4月                                                       | クールな関係 1                                                  | 16                                                              | コミックとろろ 2001年05月号                                     | 妹ドロップ                            | 023                                 |                                     |
| 2001年4月                                                       | 私だけの心の中に                                                | 16                                                              | COMIC桃姫 2001年05月号                                          | 微乳少女主義                          | 025                                 |                                     |
| 2001年4月                                                       | さくらの It's Show Time!!                                       | 6                                                               | （書き下ろし）                                                  | しるッ娘                              | 024                                 |                                     |
| 2001年5月                                                       | キレイキレイ                                                    | 16                                                              | （アンソロジー）白濁美尻娘                                      | 女の子の仕組み                        | 022                                 |                                     |
| 2001年5月                                                       | お熱い休日                                                      | 16                                                              | （アンソロジー）妹倶楽部 Vol.1                                  | 妹ドロップ                            | 026                                 |                                     |
| 2001年6月                                                       | SUMMER SEASON                                                   | 16                                                              | COMIC桃姫 2001年07月号                                          | 微乳少女主義                          | 028                                 |                                     |
| 2001年7月                                                       | 青春のカタチ                                                    | 16                                                              | COMIC桃姫 2001年08月号                                          | 微乳少女主義                          | 029                                 |                                     |
| 2001年7月                                                       | BI・HI・N                                                       | 16                                                              | （アンソロジー）ミルクぐるい                                    | 女の子の仕組み                        | 027                                 |                                     |
| 2001年8月                                                       | スイカ                                                          | 16                                                              | COMIC桃姫 2001年09月号                                          | 微乳少女主義                          | 031                                 |                                     |
| 2001年8月                                                       | 仮想えっち                                                      | 18                                                              | （アンソロジー）妹倶楽部 Vol.2                                  | 妹ドロップ                            | 030                                 |                                     |
| 2001年8月                                                       | BI・HI・N 2                                                     | 16                                                              | まんが愛！姫 2001年10月号                                       | 女の子の仕組み                        | 032                                 |                                     |
| 2001年9月                                                       | 秘密の賭け事                                                    | 16                                                              | COMIC桃姫 2001年10月号                                          | 微乳少女主義                          | 033                                 |                                     |
| 2001年11月                                                      | マスコット                                                      | 16                                                              | COMIC桃姫 2001年12月号                                          | 微乳少女主義                          | 036                                 |                                     |
| 2001年11月                                                      | 長い夜 1 アイドルの肖像                                         | 16                                                              | （アンソロジー）白濁ブルマー                                    | 未完成制服少女                        | 034                                 |                                     |
| 2001年12月                                                      | 秘密の路地裏                                                    | 16                                                              | COMIC桃姫 2002年01月号                                          | 微乳少女主義                          | 037                                 |                                     |
| 2001年12月                                                      | クールな関係 2                                                  | 18                                                              | （アンソロジー）妹ドリル                                        | 妹ドロップ                            | 035                                 |                                     |
| 2002年1月                                                       | 秘密の願い事                                                    | 16                                                              | COMIC桃姫 2002年02月号                                          | 微乳少女主義                          | 039                                 |                                     |
| 2002年1月                                                       | 長い夜 2 12秒の闇                                               | 16                                                              | （アンソロジー）学園！白濁天使                                  | 未完成制服少女                        | 038                                 |                                     |
| 2002年2月                                                       | ご褒美を下さい                                                  | 20                                                              | COMIC桃姫 2002年03月号                                          | 微乳少女主義                          | 040                                 |                                     |
| 2002年3月                                                       | 長い夜 3 明けない夜                                             | 16                                                              | （アンソロジー）輪姦学園セレモニー                              | 未完成制服少女                        | 042                                 |                                     |
| 2002年3月                                                       | 夢見るベッド                                                    | 18                                                              | （アンソロジー）お兄ちゃんといっしょ                            | 妹ドロップ                            | 041                                 |                                     |
| 2002年4月                                                       | さくらの節約強化月間                                            | 16                                                              | COMIC桃姫 2002年05月号                                          | 妹ドロップ                            | 043                                 |                                     |
| 2002年4月                                                       | タスケアイ                                                      | 16                                                              | コミックミニモン 2002年06月号                                   | 妹ドロップ                            | 044                                 |                                     |
| 2002年5月                                                       | Friends                                                         | 16                                                              | COMIC桃姫 2002年06月号                                          | 可愛いあの子                          | 045                                 |                                     |
| 2002年6月                                                       | さんかく関係                                                    | 16                                                              | COMIC桃姫 2002年07月号                                          | 可愛いあの子                          | 047                                 |                                     |
| 2002年6月                                                       | ふたりの好奇心                                                  | 18                                                              | （アンソロジー）妹の匂い                                        | 妹ドロップ                            | 046                                 |                                     |
| 2002年6月                                                       | 愛のカタチ                                                      | 16                                                              | コミックミニモン 2002年08月号                                   | 妹ドロップ                            | 048                                 |                                     |
| 2002年7月                                                       | 青空とりひき                                                    | 16                                                              | COMIC桃姫 2002年08月号                                          | 可愛いあの子                          | 049                                 |                                     |
| 2002年8月                                                       | さくらの水着注意報                                              | 6                                                               | （書き下ろし）                                                  | 妹ドロップ                            | 050                                 |                                     |
| 2002年8月                                                       | 夏の思い出                                                      | 16                                                              | コミックミニモン 2002年10月号                                   | 未完成制服少女                        | 051                                 |                                     |
| 2002年9月                                                       | One's Eyes 第1話                                                | 16                                                              | COMIC桃姫 2002年10月号                                          | 可愛いあの子                          | 052                                 |                                     |
| 2002年9月                                                       | 栞ちゃんと2人の兄                                               | 20                                                              | （アンソロジー）妹人形                                          | 未完成制服少女                        | 053                                 |                                     |
| 2002年10月                                                      | One's Eyes 第2話                                                | 16                                                              | COMIC桃姫 2002年11月号                                          | 可愛いあの子                          | 054                                 |                                     |
| 2002年10月                                                      | 長い夜 4 終わりなき凌辱                                         | 16                                                              | コミックミニモン 2002年12月号                                   | 未完成制服少女                        | 055                                 |                                     |
| 2002年11月                                                      | ・・・みる？                                                    | 8                                                               | コミックリトルピアス 2003年01月号                               | 未完成制服少女                        | 057                                 |                                     |
| 2002年12月                                                      | クールな関係 3                                                  | 20                                                              | （アンソロジー）いもうとチャレンジ                              | 未完成制服少女                        | 056                                 |                                     |
| 2002年12月                                                      | 長い夜 5 進むべき道                                             | 16                                                              | コミックミニモン 2003年02月号                                   | 未完成制服少女                        | 058                                 |                                     |
| 2003年1月                                                       | One's Eyes 第3話                                                | 16                                                              | COMIC桃姫 2003年02月号                                          | 可愛いあの子                          | 059                                 |                                     |
| 2003年2月                                                       | One's Eyes 第4話                                                | 16                                                              | COMIC桃姫 2003年03月号                                          | 可愛いあの子                          | 060                                 |                                     |
| 2003年2月                                                       | 長い夜 6 自分で選ぶ未来                                         | 16                                                              | コミックミニモン 2003年04月号                                   | 未完成制服少女                        | 061                                 |                                     |
| 2003年4月                                                       | One's Eyes 第5話                                                | 16                                                              | COMIC桃姫 2003年05月号                                          | 可愛いあの子                          | 062                                 |                                     |
| 2003年4月                                                       | 夢物語                                                          | 20                                                              | （アンソロジー）おしり兄妹                                      | つるぺた天使                          | 063                                 |                                     |
| 2003年4月                                                       | 小っちゃな恋のメロディ 春編                                     | 16                                                              | コミックミニモン 2003年06月号                                   | つるぺた天使 小っちゃな恋のメロディ   | 064                                 | 注あり/ [ 註 1 ]                    |
| 2003年5月                                                       | 可愛いあの子                                                    | 16                                                              | COMIC桃姫 2003年06月号                                          | 可愛いあの子                          | 065                                 |                                     |
| 2003年6月                                                       | さくらの試験前夜                                                | 18                                                              | （アンソロジー）乱熟アナル                                      | つるぺた天使                          | 066                                 |                                     |
| 2003年6月                                                       | 森の中の少女 第1話                                              | 16                                                              | コミックミニモン 2003年08月号                                   | 森の中の少女                          | 067                                 |                                     |
| 2003年7月                                                       | 愛と超能力少年                                                  | 16                                                              | COMIC桃姫 2003年08月号                                          | 可愛いあの子                          | 068                                 |                                     |
| 2003年7月                                                       | さくらの海の日                                                  | 16                                                              | （アンソロジー）肛姦少女                                        | つるぺた天使                          | 069                                 |                                     |
| 2003年8月                                                       | 秘密の更衣室                                                    | 16                                                              | COMIC桃姫 2003年09月号                                          | 可愛いあの子                          | 070                                 |                                     |
| 2003年8月                                                       | 森の中の少女 第2話                                              | 16                                                              | コミックミニモン 2003年10月号                                   | 森の中の少女                          | 071                                 |                                     |
| 2003年9月                                                       | さくらの夏のうた                                                | 16                                                              | （アンソロジー）純尻                                            | つるぺた天使                          | 072                                 |                                     |
| 2003年10月                                                      | 一輪の花                                                        | 16                                                              | COMIC桃姫 2003年11月号                                          | 少女発情中                            | 073                                 |                                     |
| 2003年10月                                                      | 森の中の少女 第3話                                              | 16                                                              | コミックミニモン 2003年12月号                                   | 森の中の少女                          | 074                                 |                                     |
| 2003年11月                                                      | 通学路                                                          | 16                                                              | COMIC桃姫 2003年12月号                                          | イタズラの時間                        | 075                                 |                                     |
| 2003年11月                                                      | 近くて遠い存在                                                  | 18                                                              | （アンソロジー）天然尻少女                                      | つるぺた天使                          | 077                                 |                                     |
| 2003年11月                                                      | 秘密の悪巧み                                                    | 6                                                               | （書き下ろし）                                                  | 可愛いあの子                          | 076                                 |                                     |
| 2003年12月                                                      | かりあげムスメ                                                  | 16                                                              | COMIC桃姫 2004年01月号                                          | WHITE LOLITA                          | 078                                 |                                     |
| 2003年12月                                                      | Holy Angel                                                      | 16                                                              | コミックミニモン 2004年02月号                                   | つるぺた天使                          | 079                                 |                                     |
| 2004年1月                                                       | 図書委員メグちゃん                                              | 18                                                              | （アンソロジー）妹の誘惑                                        | つるぺた天使                          | 080                                 |                                     |
| 2004年2月                                                       | 美夜の生徒会日誌 校則改善会議                                   | 16                                                              | COMIC桃姫 2004年03月号                                          | 恋人ごっこ                            | 081                                 |                                     |
| 2004年2月                                                       | 湯けむり天国                                                    | 16                                                              | コミックミニモン 2004年04月号                                   | つるぺた天使                          | 082                                 |                                     |
| 2004年3月                                                       | 塾の帰り道                                                      | 16                                                              | COMIC桃姫 2004年05月号                                          | WHITE LOLITA                          | 083                                 |                                     |
| 2004年4月                                                       | イタズラの時間                                                  | 16                                                              | コミックミニモン 2004年06月号                                   | イタズラの時間                        | 084                                 |                                     |
| 2004年5月                                                       | WHITE LOLITA                                                    | 16                                                              | COMIC桃姫 2004年06月号                                          | WHITE LOLITA                          | 085                                 |                                     |
| 2004年5月                                                       | あつい視線                                                      | 8                                                               | （アンソロジー）L-MAX Vol.1                                     | （単行本未収録）                      | 086                                 |                                     |
| 2004年6月                                                       | イタズラの時間 2                                                | 16                                                              | コミックミニモン 2004年08月号                                   | イタズラの時間                        | 088                                 |                                     |
| 2004年7月                                                       | 夏だから・・・                                                  | 16                                                              | COMIC桃姫 2004年08月号                                          | イタズラの時間                        | 089                                 |                                     |
| 2004年7月                                                       | 神様を信じますか？                                              | 16                                                              | （アンソロジー）桃花 Vol.2                                      | WHITE LOLITA                          | 087                                 |                                     |
| 2004年7月                                                       | 真昼の幽霊                                                      | 16                                                              | （アンソロジー）L-MAX Vol.2                                     | WHITE LOLITA                          | 090                                 |                                     |
| 2004年8月                                                       | お高く売りマス                                                  | 16                                                              | COMIC桃姫 2004年09月号                                          | イタズラの時間                        | 091                                 |                                     |
| 2004年8月                                                       | イタズラの時間 3                                                | 16                                                              | コミックミニモン 2004年10月号                                   | イタズラの時間                        | 092                                 |                                     |
| 2004年10月                                                      | 美夜の生徒会日誌 2 文化祭前夜臨時会議                           | 16                                                              | COMIC桃姫 2004年11月号                                          | 恋人ごっこ                            | 094                                 |                                     |
| 2004年10月                                                      | 受験生慰安委員 佐倉卯月                                         | 20                                                              | COMIC夢雅 2004年11月号                                          | 恋の特別室                            | 093                                 |                                     |
| 2004年10月                                                      | 小っちゃな恋のメロディ 冬編                                     | 16                                                              | コミックミニモン 2004年12月号                                   | イタズラの時間 小っちゃな恋のメロディ | 095                                 | 注あり/ [ 註 1 ]                    |
| 2004年11月                                                      | 妄想エレベーター                                                | 16                                                              | COMIC桃姫 2004年12月号                                          | 華奢なカラダ                          | 096                                 |                                     |
| 2004年11月                                                      | 女の子生物学                                                    | 10                                                              | （アンソロジー）L-MAX Vol.4                                     | Mrs.LOLITA                            | 097                                 |                                     |
| 2004年12月                                                      | 森の中の少女 第4話                                              | 16                                                              | コミックミニモン 2005年02月号                                   | 森の中の少女                          | 098                                 |                                     |
| 2005年1月                                                       | 続・かりあげムスメ                                              | 16                                                              | COMIC桃姫 2005年02月号                                          | WHITE LOLITA                          | 099                                 |                                     |
| 2005年1月                                                       | 発情部屋のお勉強会                                              | 16                                                              | COMIC夢雅 2005年03月号                                          | WHITE LOLITA                          | 100                                 |                                     |
| 2005年2月                                                       | 森の中の少女 第5話                                              | 16                                                              | コミックミニモン 2005年04月号                                   | 森の中の少女                          | 102                                 |                                     |
| 2005年3月                                                       | 捨てる神、拾う女神                                              | 16                                                              | COMIC RiN 2005年 第04号                                         | WHITE LOLITA                          | 103                                 |                                     |
| 2005年4月                                                       | 子供以上、大人未満                                              | 16                                                              | COMIC桃姫 2005年05月号                                          | 少女発情中                            | 104                                 |                                     |
| 2005年4月                                                       | お姉ちゃんでしょ!?                                              | 16                                                              | （アンソロジー）萌え姫 Vol.2                                    | 少女発情中                            | 106                                 |                                     |
| 2005年4月                                                       | 森の中の少女 第6話                                              | 16                                                              | コミックミニモン 2005年06月号                                   | 森の中の少女                          | 107                                 |                                     |
| 2005年4月                                                       | イタズラの時間 番外編                                           | 4                                                               | （書き下ろし）                                                  | イタズラの時間                        | 105                                 |                                     |
| 2005年5月                                                       | ピュアな2人の交換日記                                           | 16                                                              | COMIC桃姫 2005年06月号                                          | WHITE LOLITA                          | 108                                 |                                     |
| 2005年5月                                                       | 籠の中の小鳥                                                    | 20                                                              | COMIC夢雅 2005年07月号                                          | 少女発情中                            | 109                                 |                                     |
| 2005年6月                                                       | 森の中の少女 第7話                                              | 16                                                              | コミックミニモン 2005年08月号                                   | 森の中の少女                          | 110                                 |                                     |
| 2005年7月                                                       | 真昼の幽霊 Returns                                              | 16                                                              | COMIC RiN 2005年 第08号                                         | WHITE LOLITA                          | 111                                 |                                     |
| 2005年7月                                                       | ラーメン屋の娘                                                  | 18                                                              | COMIC夢雅 2005年09月号                                          | 少女発情中                            | 112                                 |                                     |
| 2005年8月                                                       | 森の中の少女 第8話                                              | 16                                                              | コミックミニモン 2005年10月号                                   | 森の中の少女                          | 113                                 |                                     |
| 2005年9月                                                       | 続々・かりあげムスメ                                            | 6                                                               | （書き下ろし）                                                  | WHITE LOLITA                          | 101                                 |                                     |
| 2005年9月                                                       | カオルニオイ                                                    | 16                                                              | COMIC RiN 2005年 第11号                                         | 華奢なカラダ                          | 114                                 |                                     |
| 2005年10月                                                      | 森の中の少女 最終話                                             | 16                                                              | コミックミニモン 2005年12月号                                   | 森の中の少女                          | 115                                 |                                     |
| 2005年11月                                                      | Escalation                                                      | 20                                                              | COMIC夢雅 2006年01月号                                          | 華奢なカラダ                          | 116                                 |                                     |
| 2005年12月                                                      | 集団ちかん電車                                                  | 16                                                              | （アンソロジー）この人痴漢です! 3                               | 少女発情中                            | 117                                 |                                     |
| 2005年12月                                                      | 小っちゃな恋のメロディ 修学旅行編                               | 16                                                              | コミックミニモン 2006年02月号                                   | 小っちゃな恋のメロディ                | 118                                 |                                     |
| 2006年1月                                                       | 兄とこたつと私                                                  | 16                                                              | COMIC RiN 2006年 第14号                                         | 華奢なカラダ                          | 119                                 |                                     |
| 2006年1月                                                       | 素直になれなくて                                                | 16                                                              | （アンソロジー）つよきっ娘                                      | 少女発情中                            | 120                                 |                                     |
| 2006年2月                                                       | 森の中の少女 後日談                                             | 4                                                               | （書き下ろし）                                                  | 森の中の少女                          | 121                                 |                                     |
| 2006年2月                                                       | モモちゃんの日記 1 自殺志願者編                                 | 16                                                              | コミックミニモン 2006年04月号                                   | 恋の特別室                            | 122                                 |                                     |
| 2006年4月                                                       | Restart                                                         | 18                                                              | COMIC RiN 2006年 第17号                                         | 華奢なカラダ                          | 123                                 |                                     |
| 2006年4月                                                       | 窓に浮かぶ黒い影                                                | 16                                                              | （アンソロジー）秘密の扉 Vol.2                                  | 少女発情中                            | 124                                 |                                     |
| 2006年4月                                                       | モモちゃんの日記 2 変態小児科医編                               | 16                                                              | コミックミニモン 2006年06月号                                   | 恋の特別室                            | 125                                 |                                     |
| 2006年5月                                                       | 兄妹初心者                                                      | 16                                                              | COMIC RiN 2006年 第18号                                         | 華奢なカラダ                          | 126                                 |                                     |
| 2006年6月                                                       | 放課後の約束                                                    | 16                                                              | コミック姫盗人 2006年08月号                                     | 少女発情中                            | 127                                 |                                     |
| 2006年6月                                                       | 淫乱ウイルス 前編                                               | 16                                                              | コミックミニモン 2006年08月号                                   | 小っちゃな恋のメロディ                | 128                                 |                                     |
| 2006年7月                                                       | 放課後フィアンセ                                                | 16                                                              | COMIC RiN 2006年 第20号                                         | 華奢なカラダ                          | 129                                 |                                     |
| 2006年7月                                                       | LOVEオムライス                                                  | 16                                                              | コミック姫盗人 2006年09月号                                     | 少女発情中                            | 130                                 |                                     |
| 2006年8月                                                       | 淫乱ウイルス 中編                                               | 16                                                              | コミックフェロモン 2006年10月号                                 | 小っちゃな恋のメロディ                | 131                                 |                                     |
| 2006年9月                                                       | 特Aクラスの罰ゲーム                                             | 20                                                              | COMIC RiN 2006年 第22号                                         | 華奢なカラダ                          | 132                                 |                                     |
| 2006年10月                                                      | ふたりきりの生徒会                                              | 16                                                              | コミック姫盗人 2006年12月号                                     | Mrs.LOLITA                            | 133                                 |                                     |
| 2006年10月                                                      | 淫乱ウイルス 後編                                               | 16                                                              | コミックフェロモン 2006年12月号                                 | 小っちゃな恋のメロディ                | 134                                 |                                     |
| 2006年11月                                                      | お子様じゃないモン！                                            | 16                                                              | COMIC RiN 2006年 第24号                                         | 華奢なカラダ                          | 135                                 |                                     |
| 2006年12月                                                      | 禁断Wデート                                                     | 16                                                              | コミック姫盗人 2007年02月号                                     | Mrs.LOLITA                            | 136                                 |                                     |
| 2007年1月                                                       | 秘密の世話係                                                    | 16                                                              | COMIC RiN 2007年02月号                                          | 華奢なカラダ                          | 137                                 |                                     |
| 2007年2月                                                       | 赤と青の官能小説 1                                              | 16                                                              | コミック姫盗人 2007年04月号                                     | Mrs.LOLITA                            | 138                                 |                                     |
| 2007年3月                                                       | JUDO GIRL                                                       | 16                                                              | COMIC RiN 2007年04月号                                          | Mrs.LOLITA                            | 139                                 |                                     |
| 2007年3月                                                       | 秘密のおまけ                                                    | 4                                                               | （書き下ろし）                                                  | 華奢なカラダ                          | 140                                 |                                     |
| 2007年4月                                                       | 赤と青の官能小説 2                                              | 16                                                              | コミック姫盗人 2007年06月号                                     | Mrs.LOLITA                            | 141                                 |                                     |
| 2007年5月                                                       | あなたの恋に協力します                                          | 18                                                              | COMIC RiN 2007年06月号                                          | 恋人ごっこ                            | 142                                 |                                     |
| 2007年6月                                                       | IDOL☆SISTER                                                     | 16                                                              | COMIC RiN 2007年07月号                                          | 小っちゃな恋のメロディ                | 143                                 |                                     |
| 2007年7月                                                       | 赤と青の官能小説 3                                              | 16                                                              | コミック姫盗人 2007年09月号                                     | Mrs.LOLITA                            | 144                                 |                                     |
| 2007年8月                                                       | IDOL☆SISTER 2                                                   | 16                                                              | COMIC RiN 2007年09月号                                          | 小っちゃな恋のメロディ                | 145                                 |                                     |
| 2007年9月                                                       | 小っちゃな恋のメロディ 夏編                                     | 18                                                              | COMIC RiN 2007年10月号                                          | 小っちゃな恋のメロディ                | 147                                 | 注あり/ [ 註 1 ]                    |
| 2007年9月                                                       | 婚約記念日                                                      | 16                                                              | （アンソロジー）陵辱変態                                        | Mrs.LOLITA                            | 146                                 |                                     |
| 2007年10月                                                      | Mrs.LOLITA                                                      | 18                                                              | コミック姫盗人 2007年12月号                                     | Mrs.LOLITA                            | 148                                 |                                     |
| 2007年11月                                                      | 小っちゃな恋のメロディ 秋編                                     | 16                                                              | COMIC RiN 2007年12月号                                          | 小っちゃな恋のメロディ                | 149                                 | 注あり/ [ 註 1 ]                    |
| 2007年12月                                                      | 恋の特別室 1                                                    | 18                                                              | 華陵学園初等部 2008年 第10号                                    | 恋の特別室                            | 150                                 |                                     |
| 2007年12月                                                      | IDOL☆SISTER 3                                                   | 16                                                              | COMIC RiN 2008年01月号                                          | 小っちゃな恋のメロディ                | 151                                 |                                     |
| 2007年12月                                                      | Mrs.LOLITA 2                                                    | 16                                                              | コミック姫盗人 2008年02月号                                     | Mrs.LOLITA                            | 152                                 |                                     |
| 2008年2月                                                       | 恋の特別室 2                                                    | 18                                                              | 華陵学園初等部 2008年 第11号                                    | 恋の特別室                            | 154                                 |                                     |
| 2008年2月                                                       | IDOL☆SISTER 4                                                   | 20                                                              | COMIC RiN 2008年03月号                                          | 小っちゃな恋のメロディ                | 153                                 |                                     |
| 2008年2月                                                       | Mrs.LOLITA 3                                                    | 16                                                              | コミック姫盗人 2008年04月号                                     | Mrs.LOLITA                            | 155                                 |                                     |
| 2008年4月                                                       | Mrs.LOLITA ある夜の風景                                         | 2                                                               | （書き下ろし）                                                  | Mrs.LOLITA                            | 156                                 |                                     |
| 2008年4月                                                       | 男の子？女の子？                                                | 18                                                              | COMIC RiN 2008年05月号                                          | 小麦色狂詩曲                          | 158                                 |                                     |
| 2008年4月                                                       | Mrs.LOLITA 里沙ちゃんの秘密                                     | 18                                                              | コミック姫盗人 2008年06月号                                     | （単行本未収録）                      | 157                                 |                                     |
| 2008年6月                                                       | 恋の特別室 3                                                    | 18                                                              | 華陵学園初等部 2008年 第13号                                    | 恋の特別室                            | 159                                 |                                     |
| 2008年6月                                                       | IDOL☆SISTER 5 夏編                                              | 16                                                              | COMIC RiN 2008年07月号                                          | 恋人ごっこ                            | 162                                 |                                     |
| 2008年6月                                                       | XYZ                                                             | 16                                                              | コミック姫盗人 2008年08月号                                     | 小麦色狂詩曲                          | 160                                 |                                     |
| 2008年6月                                                       | 小っちゃな恋のメロディ 卒業編                                   | 6                                                               | （書き下ろし）                                                  | 小っちゃな恋のメロディ                | 161                                 |                                     |
| 2008年7月                                                       | Private Lesson かてきょのセンセ                                 | 18                                                              | COMIC RiN 2008年08月号                                          | 恋人ごっこ                            | 163                                 |                                     |
| 2008年8月                                                       | モモちゃんの日記 3 オタク外人編                                 | 18                                                              | 華陵学園初等部 2008年 第14号                                    | 恋の特別室                            | 164                                 |                                     |
| 2008年8月                                                       | Mrs.LOLITA 里沙ちゃんの記念日                                   | 18                                                              | コミック姫盗人 2008年10月号                                     | （単行本未収録）                      | 165                                 |                                     |
| 2008年9月                                                       | 思春期の好奇心 1                                                | 20                                                              | COMIC RiN 2008年10月号                                          | 恋人ごっこ                            | 166                                 |                                     |
| 2008年10月                                                      | モモちゃんの日記 4 催眠術同好会編                               | 20                                                              | 華陵学園初等部 2008年 第15号                                    | 恋の特別室                            | 167                                 |                                     |
| 2008年10月                                                      | 双子の秘密                                                      | 20                                                              | コミック姫盗人 2008年12月号                                     | （単行本未収録）                      | 168                                 |                                     |
| 2008年11月                                                      | 思春期の好奇心 2                                                | 20                                                              | COMIC RiN 2008年12月号                                          | 恋人ごっこ                            | 169                                 |                                     |
| 2008年12月                                                      | モモちゃんの日記 5 特別室102号室編                              | 22                                                              | 華陵学園初等部 2009年 第16号                                    | 恋の特別室                            | 170                                 |                                     |
| 2008年12月                                                      | 双子の秘密 2                                                    | 20                                                              | コミック姫盗人 2009年02月号                                     | （単行本未収録）                      | 171                                 |                                     |
| 2009年1月                                                       | IDOL☆SISTER 6 冬編                                              | 18                                                              | COMIC RiN 2009年02月号                                          | 恋人ごっこ                            | 172                                 |                                     |
| 2009年2月                                                       | 恋の特別室 4                                                    | 20                                                              | 華陵学園初等部 2009年 第17号                                    | 恋の特別室                            | 173                                 |                                     |
| 2009年2月                                                       | 幸せのナミダ                                                    | 20                                                              | コミック姫盗人 2009年04月号                                     | 小麦色狂詩曲                          | 174                                 |                                     |
| 2009年3月                                                       | 恋人ごっこ                                                      | 20                                                              | COMIC RiN 2009年04月号                                          | 恋人ごっこ                            | 175                                 |                                     |
| 2009年4月                                                       | こころの乙女ごころ                                              | 16                                                              | 華陵学園初等部 2009年 第18号                                    | 子猫じゃないモンっ!                   | 178                                 |                                     |
| 2009年4月                                                       | 恋の特別室 5                                                    | 8                                                               | （書き下ろし）                                                  | 恋の特別室                            | 177                                 |                                     |
| 2009年4月                                                       | 家族として、妹として                                            | 16                                                              | コミック姫盗人 2009年06月号                                     | 恋人ごっこ                            | 176                                 |                                     |
| 2009年5月                                                       | わたしの恋に素直になります                                      | 20                                                              | COMIC RiN 2009年06月号                                          | 恋人ごっこ                            | 179                                 |                                     |
| 2009年6月                                                       | こころの乙女ごころ 2                                            | 16                                                              | 華陵学園初等部 2009年 第19号                                    | 子猫じゃないモンっ!                   | 180                                 |                                     |
| 2009年6月                                                       | ずぶ濡れ夏物語                                                  | 20                                                              | コミック姫盗人 2009年08月号                                     | 小麦色狂詩曲                          | 181                                 |                                     |
| 2009年7月                                                       | 小麦色狂詩曲 1                                                  | 20                                                              | COMIC RiN 2009年08月号                                          | 小麦色狂詩曲                          | 183                                 |                                     |
| 2009年8月                                                       | 愛と超能力少年 消えたパンツ                                     | 20                                                              | （同人誌：えろり屋） Vol.1                                      | （同人誌）                            | 182                                 |                                     |
| 2009年8月                                                       | 恋の露天風呂                                                    | 16                                                              | 華陵学園初等部 2009年 第20号                                    | 子猫じゃないモンっ!                   | 184                                 |                                     |
| 2009年8月                                                       | Mrs.LOLITA 里沙ちゃんのお引越し                                 | 16                                                              | コミック姫盗人 2009年10月号                                     | （単行本未収録）                      | 185                                 |                                     |
| 2009年9月                                                       | 小麦色狂詩曲 2                                                  | 20                                                              | COMIC RiN 2009年10月号                                          | 小麦色狂詩曲                          | 186                                 |                                     |
| 2009年10月                                                      | こころの乙女ごころ 3                                            | 18                                                              | 華陵学園初等部 2009年 第21号                                    | 子猫じゃないモンっ!                   | 188                                 |                                     |
| 2009年10月                                                      | 恋人ごっこ その後                                               | 4                                                               | （書き下ろし）                                                  | 恋人ごっこ                            | 187                                 |                                     |
| 2009年11月                                                      | 若葉(仮)                                                        | 24                                                              | COMIC RiN 2009年12月号                                          | 小麦色狂詩曲                          | 189                                 |                                     |
| 2009年12月                                                      | 恋の王子様                                                      | 22                                                              | 華陵学園初等部 2010年 第22号                                    | 子猫じゃないモンっ!                   | 190                                 |                                     |
| 2009年12月                                                      | 秘密のデート                                                    | 18                                                              | （同人誌：えろり屋） Vol.2                                      | （同人誌）                            | 191                                 |                                     |
| 2010年1月                                                       | 小麦色狂詩曲 3                                                  | 20                                                              | COMIC RiN 2010年02月号                                          | 小麦色狂詩曲                          | 192                                 |                                     |
| 2010年2月                                                       | 子猫じゃないモンっ! 1                                           | 22                                                              | 華陵学園初等部 2010年 第23号                                    | 子猫じゃないモンっ!                   | 193                                 |                                     |
| 2010年2月                                                       | 思春期の好奇心 3 私のこと守ってよね !?                          | 16                                                              | COMIC RiN 2010年03月号                                          | 小麦色狂詩曲                          | 194                                 |                                     |
| 2010年3月                                                       | 思春期の好奇心 4 ねぇコレお祝いになってるぅ？                   | 18                                                              | COMIC RiN 2010年04月号                                          | 小麦色狂詩曲                          | 195                                 |                                     |
| 2010年4月                                                       | 子猫じゃないモンっ! 2 学園祭編                                  | 22                                                              | 華陵学園初等部 2010年 第24号                                    | 子猫じゃないモンっ!                   | 196                                 |                                     |
| 2010年5月                                                       | Cool☆Bomb 1                                                     | 20                                                              | COMIC RiN 2010年06月号                                          | 発情KIDS                              | 197                                 |                                     |
| 2010年7月                                                       | 子猫じゃないモンっ! 3 旅行編                                    | 20                                                              | 華陵学園初等部 2010年07月号                                     | 子猫じゃないモンっ!                   | 199                                 |                                     |
| 2010年7月                                                       | Cool☆Bomb 2                                                     | 20                                                              | COMIC RiN 2010年08月号                                          | 発情KIDS                              | 198                                 |                                     |
| 2010年8月                                                       | Mrs.LOLITA 里沙ちゃんの家族計画                                 | 18                                                              | （同人誌：えろり屋） Vol.3                                      | （同人誌）                            | 200                                 |                                     |
| 2010年8月                                                       | 発情スイッチ                                                    | 22                                                              | COMIC RiN 2010年09月号                                          | 発情KIDS                              | 201                                 |                                     |
| 2010年9月                                                       | 恋の真夏の夜                                                    | 22                                                              | 華陵学園初等部 2010年09月号                                     | 子猫じゃないモンっ!                   | 202                                 |                                     |
| 2010年10月                                                      | 子猫じゃないモンっ! 4 運動会編                                  | 22                                                              | 華陵学園初等部 2010年10月号                                     | 子猫じゃないモンっ!                   | 203                                 |                                     |
| 2010年10月                                                      | 発情シスター                                                    | 20                                                              | COMIC RiN 2010年11月号                                          | 発情KIDS                              | 204                                 |                                     |
| 2010年12月                                                      | 発情ルーム                                                      | 20                                                              | COMIC RiN 2011年01月号                                          | 発情KIDS                              | 205                                 |                                     |
| 2010年12月                                                      | 恋のエキス                                                      | 18                                                              | 華陵学園初等部 2010年12月号                                     | SOS!                                  | 206                                 |                                     |
| 2010年12月                                                      | 小麦色狂詩曲＋                                                  | 18                                                              | （同人誌：えろり屋） Vol.4                                      | （同人誌）                            | 207                                 |                                     |
| 2011年2月                                                       | 恋のフィアンセ                                                  | 18                                                              | 華陵学園初等部 2011年02月号                                     | SOS!                                  | 210                                 |                                     |
| 2011年2月                                                       | 発情ブラッド                                                    | 20                                                              | COMIC RiN 2011年03月号                                          | 発情KIDS                              | 209                                 |                                     |
| 2011年2月                                                       | 夢で逢えたら 4コマ                                              | 6                                                               | （書き下ろし）                                                  | 子猫じゃないモンっ!                   | 208                                 |                                     |
| 2011年4月                                                       | となりの双葉ちゃん ホップ                                       | 18                                                              | 華陵学園初等部 2011年04月号                                     | SOS!                                  | 212                                 |                                     |
| 2011年4月                                                       | 発情レッスン                                                    | 20                                                              | COMIC RiN 2011年05月号                                          | 発情KIDS                              | 211                                 |                                     |
| 2011年5月                                                       | いつもの車両(ばしょ)で                                          | 20                                                              | COMIC RiN 2011年06月号                                          | 発情KIDS                              | 213                                 |                                     |
| 2011年6月                                                       | となりの双葉ちゃん ステップ                                     | 20                                                              | 華陵学園初等部 2011年06月号                                     | SOS!                                  | 214                                 |                                     |
| 2011年7月                                                       | いつもの座席(ばしょ)で                                          | 20                                                              | COMIC RiN 2011年08月号                                          | 発情KIDS                              | 215                                 |                                     |
| 2011年8月                                                       | エロ可愛カノジョ                                                | 19                                                              | （同人誌：えろり屋） Vol.5                                      | （同人誌）                            | 216                                 |                                     |
| 2011年8月                                                       | となりの双葉ちゃん ジャンプ                                     | 20                                                              | 華陵学園初等部 2011年08+09月号                                  | SOS!                                  | 217                                 |                                     |
| 2011年9月                                                       | いつもの屋上(ばしょ)で                                          | 20                                                              | COMIC RiN 2011年10月号                                          | 発情KIDS                              | 218                                 |                                     |
| 2011年10月                                                      | 子猫とマタタビ・催眠術                                          | 20                                                              | 華陵学園初等部 2011年11月号                                     | SOS!                                  | 219                                 |                                     |
| 2011年12月                                                      | 星空ロマンティック                                              | 22                                                              | COMIC RiN 2012年01月号                                          | （単行本未収録）                      | 220                                 |                                     |
| 2011年12月                                                      | 3日前まで処女だったのに                                         | 18                                                              | （同人誌：えろり屋） Vol.6                                      | （同人誌）                            | 221                                 |                                     |
| 2012年1月                                                       | もっととなりの双葉ちゃん                                        | 20                                                              | 華陵学園初等部 2012年02月号                                     | SOS!                                  | 222                                 |                                     |
| 2012年2月                                                       | 暗闇しゅーちしん                                                | 20                                                              | COMIC RiN 2012年03月号                                          | （単行本未収録）                      | 223                                 |                                     |
| 2012年3月                                                       | 発情キッズ 4コマ                                                | 4                                                               | （書き下ろし）                                                  | 発情KIDS                              | 224                                 |                                     |
| 2012年4月                                                       | やっぱりとなりの双葉ちゃん                                      | 22                                                              | 華陵学園初等部 2012年04月号                                     | SOS!                                  | 225                                 |                                     |
| 2012年6月                                                       | けっきょくとなりの双葉ちゃん                                    | 23                                                              | 華陵学園初等部 2012年06月号                                     | SOS!                                  | 226                                 |                                     |
| 2012年7月                                                       | 子猫なネコの誕生日                                              | 23                                                              | 華陵絶対領域 2012年08月号                                       | SOS!                                  | 227                                 |                                     |
| 2012年8月                                                       | とある夏の遊戯(あそび)                                          | 21                                                              | （同人誌：えろり屋） Vol.7                                      | （同人誌）                            | 228                                 |                                     |
| 2012年8月                                                       | 3日前まで処女だったのに ～after                                 | 8                                                               | （同人誌：えろり屋）特別冊子                                    | （同人誌）                            | 229                                 |                                     |
| 2012年9月                                                       | LOVE LOVE LOVE                                                  | 18                                                              | 華陵絶対領域 2012年10月号                                       | （単行本未収録）                      | 230                                 |                                     |
| 2012年10月                                                      | 恋のデート                                                      | 12                                                              | 華陵絶対領域 2012年11月号                                       | SOS!                                  | 231                                 |                                     |
| 2012年12月                                                      | ガールズ☆トーク                                                 | 5                                                               | （書き下ろし）                                                  | SOS!                                  | 232                                 |                                     |
| 2012年12月                                                      | とある冬の悪戯                                                  | 22                                                              | （同人誌：えろり屋） Vol.8                                      | （同人誌）                            | 233                                 |                                     |
| 2013年1月                                                       | 汗だくフラストレーション                                        | 20                                                              | Juicy 2013年 NO.1 LO3月号増刊                                   | （単行本未収録）                      | 234                                 |                                     |
| 2013年2月                                                       | 真夏の果実                                                      | 22                                                              | 華陵絶対領域 2013年03月号                                       | （単行本未収録）                      | 235                                 |                                     |
| 2013年4月                                                       | Mrs.LOLITA 里沙ちゃんとヨシくん                                 | 20                                                              | 華陵絶対領域 2013年05月号                                       | （単行本未収録）                      | 236                                 |                                     |
| 2013年5月                                                       | 恥じらいカップル                                                | 20                                                              | Juicy 2013年 NO.2 LO7月号増刊                                   | （単行本未収録）                      | 237                                 |                                     |
| 2013年6月                                                       | Mrs.LOLITA 里沙ちゃんと温泉旅行                                 | 18                                                              | 華陵絶対領域 2013年07月号                                       | （単行本未収録）                      | 238                                 |                                     |
| 2013年8月                                                       | 夏の終わりのハーモニー                                          | 22                                                              | （同人誌：えろり屋） Vol.9                                      | （同人誌）                            | 240                                 |                                     |
| 2013年8月                                                       | ボクらの時代                                                    | 26                                                              | コミックマショウ 2013年10月号                                   | （単行本未収録）                      | 239                                 |                                     |
| 2013年9月                                                       | 夏色ジョーカー                                                  | 20                                                              | Juicy 2013年 NO.3 LO10月号増刊                                  | （単行本未収録）                      | 241                                 |                                     |
| 2013年10月                                                      | Mrs.LOLITA 里沙ちゃんと子宝祈願                                 | 16                                                              | 華陵絶対領域 2013年10月号                                       | （単行本未収録）                      | 242                                 |                                     |
| 2013年10月                                                      | ボクらの秘密基地                                                | 24                                                              | コミックマショウ 2013年12月号                                   | （単行本未収録）                      | 243                                 |                                     |
| 2013年11月                                                      | 薄紅ドラキュラ                                                  | 20                                                              | Juicy 2014年 NO.4 LO1月号増刊                                   | （単行本未収録）                      | 244                                 |                                     |
| 2013年12月                                                      | Logical sister                                                  | 18                                                              | （同人誌：えろり屋） Vol.10                                     | （同人誌）                            | 245                                 |                                     |
| 2013年12月                                                      | 妄想告白！                                                      | 8                                                               | （同人誌：えろり屋） Vol.10                                     | （同人誌）                            | 246                                 |                                     |
| 出典：たまちゆきHP YUKI-GUNI / 発表マンガリスト および / COMICS | 出典：たまちゆきHP YUKI-GUNI / 発表マンガリスト および / COMICS | 出典：たまちゆきHP YUKI-GUNI / 発表マンガリスト および / COMICS | 出典：たまちゆきHP YUKI-GUNI / 発表マンガリスト および / COMICS | このリストの最終更新：2014年1月19日   | このリストの最終更新：2014年1月19日 | このリストの最終更新：2014年1月19日 |

収録作品註
1. 1 2 3 4 5  「小っちゃな恋のメロディ」の春編（第1作）と冬編（第2作）は、それぞれ単行本第7作『つるぺた天使』と第8作『イタズラの時間』に収録されたのち、その後の続編とともに単行本第14作『小っちゃな恋のメロディ』に再録された。『小っちゃな恋のメロディ』での収録順は以下の通り。
  1. IDOL☆SISTER 1
  2. IDOL☆SISTER 2
  3. IDOL☆SISTER 3
  4. IDOL☆SISTER 4
  5. 淫乱ウイルス 前編
  6. 淫乱ウイルス 中編
  7. 淫乱ウイルス 後編
  8. 小っちゃな恋のメロディ 春編 （再録）
  9. 小っちゃな恋のメロディ 夏編
  10. 小っちゃな恋のメロディ 秋編
  11. 小っちゃな恋のメロディ 冬編 （再録）
  12. 小っちゃな恋のメロディ 修学旅行編
  13. 小っちゃな恋のメロディ 卒業編
2. 1 2  『COMIC RiN』は2006年11月16日発行のVol.24まで『COMIC天魔』の増刊で、2006年12月16日発行の2007年01月号より独立創刊[2][3]。